# قاي برتراند
قاي برتراند هو مترجم ومقدم تلفزيوني كندي، ولد في 5 أبريل 1954 في تروا ريفيير في كندا.